# Croce di sant'Andrea (segnale)

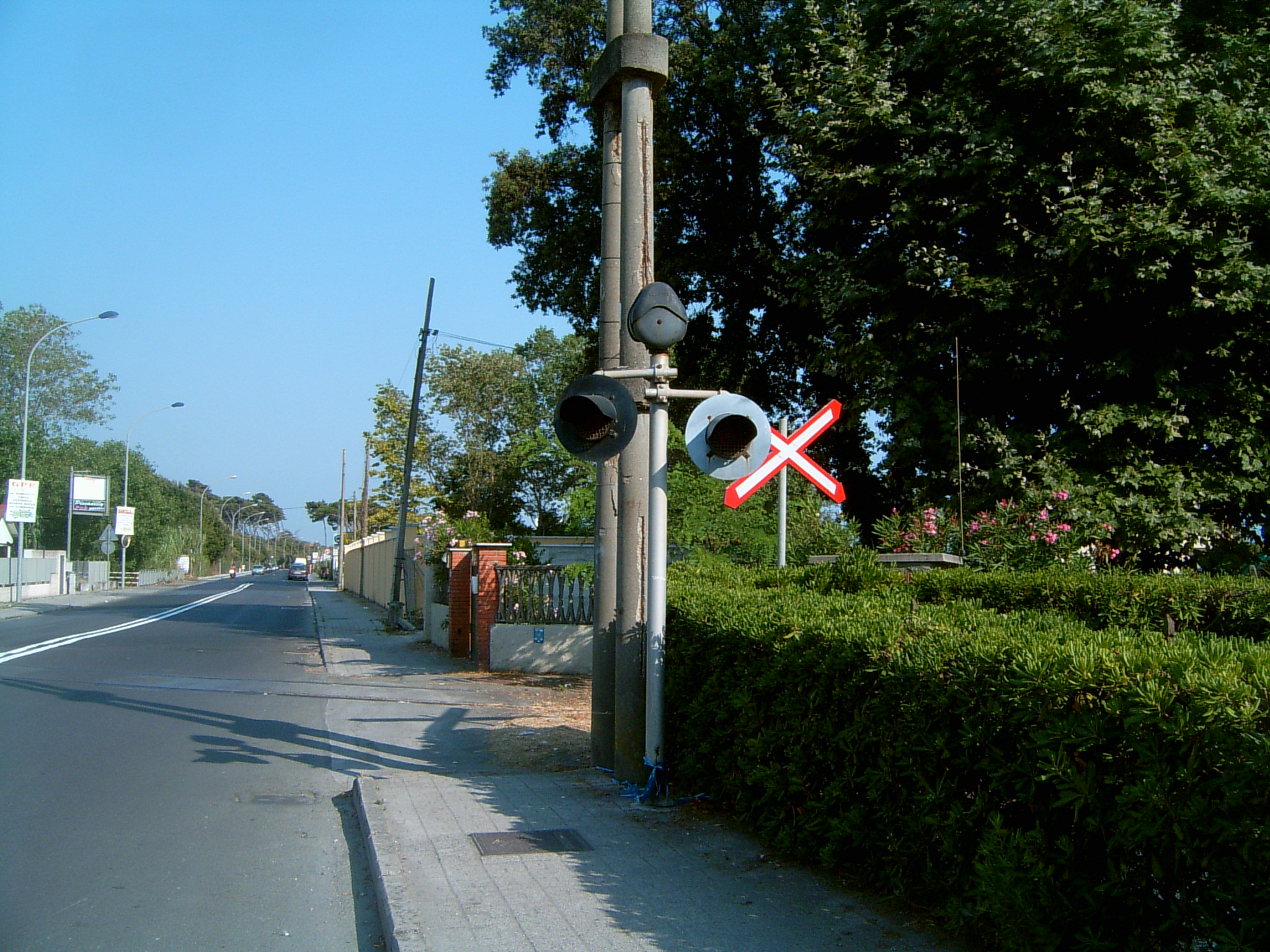
Esempio di croce di sant'Andrea singola utilizzata in un passaggio a livello senza barriere

La croce di sant'Andrea è un segnale stradale che viene utilizzato per segnalare l'esatta ubicazione dell'incrocio tra una linea ferroviaria e una strada e per ricordare agli utenti di quest'ultima che devono dare la precedenza ai veicoli su rotaia. Il segnale viene detto croce di sant'Andrea perché esteticamente ricorda una decusse, chiamata anche per l'appunto croce di sant'Andrea, anche se alcuni stati utilizzano modelli differenti di croce.

## Normativa internazionale
Il segnale croce di sant'Andrea è contemplato dalla convenzione di Vienna sulla segnaletica stradale tra i segnali di pericolo; il segnale viene indicato genericamente con l'espressione segnale da porre nelle immediate vicinanze dei passaggi a livello e con il numero A28.
La convenzione impone agli stati contraenti di installare il segnale in questione in corrispondenza di ogni passaggio a livello non dotato di barriere o semibarriere (con l'eccezione degli incroci tra ferrovie e strade di campagna, di percorsi pedonali o dei passaggi a livello in cui la circolazione è regolata da un moviere e i treni viaggiano a bassa velocità).
La convenzione prevede tre differenti modelli di questo segnale (denominati A28a, A28b e A28c) che si differenziano per le modalità di utilizzo e per alcuni dettagli grafici; in ogni caso tutti i segnali hanno la forma di una croce, aventi il lato lungo almeno 1,2 m.
Per quanto riguarda i passaggi a livello dotati di un solo binario la convenzione prevede l'utilizzo dei modelli A28a e A28c. Il modello A28a ha le punte triangolari, il fondo bianco o giallo ed il bordo rosso o nero, mentre il modello A28c ha le punte tronche, il fondo bianco o giallo e riporta una scritta di avvertimento (come ad esempio "ATTRAVERSAMENTO FERROVIARIO") in caratteri neri.
L'accordo europeo complementare alla convenzione di Vienna prevede un'ulteriore variante del segnale, che prevede l'utilizzo di barre rosse, ed inoltre vieta agli stati contraenti l'utilizzo del modello A28c.

Modello A28a con sfondo bianco e bordo rosso
Modello A28a con sfondo giallo e bordo rosso
Modello A28a con sfondo bianco e bordo nero
Modello A28a con sfondo giallo e bordo nero
Variante del modello A28a con sfondo bianco e barre rosse
Variante del modello A28a con sfondo giallo e barre rosse
Modello A28c con sfondo bianco
Modello A28c con sfondo giallo

Per quanto riguarda i passaggi a livello con più di un binario la convenzione prevede l'utilizzo del segnale A28b: tale segnale è simile al segnale A28a ma riporta un'ulteriore mezza croce aggiuntiva. Per gli stati che utilizzano il modello A28c la segnalazione dei passaggi a livello con più di un binario è effettuata con il medesimo segnale utilizzato per i passaggi a livello con un solo binario corredato da un pannello aggiuntivo riportante il numero dei binari.

Modello A28b con sfondo bianco e bordo rosso
Modello A28b con sfondo giallo e bordo rosso
Modello A28b con sfondo bianco e bordo nero
Modello A28b con sfondo giallo e bordo nero
Variante del modello A28b con sfondo bianco e barre rosse
Variante del modello A28b con sfondo giallo e barre rosse
Modello A28c con sfondo bianco
Modello A28c con sfondo giallo

In caso di mancanza di spazio la convenzione prevede che tutti i segnali precedentemente citati possano essere installati con i lati lunghi in verticale.

Modello A28a con sfondo bianco e bordo rosso
Modello A28a con sfondo giallo e bordo rosso
Modello A28a con sfondo bianco e bordo nero
Modello A28a con sfondo giallo e bordo nero
Variante del modello A28a con sfondo bianco e barre rosse
Variante del modello A28a con sfondo giallo e barre rosse
Modello A28c con sfondo bianco
Modello A28c con sfondo giallo

Modello A28b con sfondo bianco e bordo rosso
Modello A28b con sfondo giallo e bordo rosso
Modello A28b con sfondo bianco e bordo nero
Modello A28b con sfondo giallo e bordo nero
Variante del modello A28b con sfondo bianco e barre rosse
Variante del modello A28b con sfondo giallo e barre rosse
Modello A28c con sfondo bianco
Modello A28c con sfondo giallo

Al di la di quanto previsto dalla Convenzione di Vienna bisogna notare che sussistono alcune differenze nell'uso e nella classificazione del segnale nelle vari stati: ad esempio alcuni stati (come l'Italia) classificano la croce di Sant'Andrea tra i segnali di pericolo (come previsto dalla Convenzione di Vienna) mentre altri (come la Germania e la Svizzera) la inseriscono tra i segnali di prescrizione o di precedenza. Altre differenze riguardano l'utilizzo del segnale presso i soli passaggi a livello senza barriere o a tutti i passaggi a livello e all'utilizzo di segnali differenziati per segnalare i passaggi a livello con un solo binario o più binari

## Normativa italiana

Croce di Sant'Andrea nei pressi di un passaggio a livello con animazione di una segnalazione luminosa che indica di arrestarsi

Il segnale "Croce di sant'Andrea" viene contemplato dall'articolo 39 del codice della strada italiano, oltre che dall'articolo 87 del regolamento di attuazione corrispondente. La normativa italiana prevede che il segnale venga installato ai lati della strada in prossimità dell'intersezione con un percorso ferroviario; in base al numero dei binari, può assumere una configurazione a "croce singola" per il binario singolo o a "croce doppia" per un numero superiore.
Il segnale viene installato solamente in corrispondenza dei passaggi a livello non dotati di alcun tipo di barriere o semibarriere; vi è l'obbligo di fermarsi in corrispondenza della striscia d'arresto marcata sulla carreggiata nel caso in cui sia attiva la segnalazione acustica e/o luminosa a due luci rosse lampeggianti alternativamente, che deve entrare in azione almeno trenta secondi prima che passi il treno.
In casi particolari, ad esempio per mancanza di spazio, il segnale può essere montato anche ruotato di 90° e quindi in posizione verticale, senza che perda la sua validità ed il suo significato.
Di seguito sono mostrati i vari modelli del segnale prevista dalla legislazione italiana.

Croce di Sant'Andrea singola
Croce di Sant'Andrea doppia
Croce di Sant'Andrea singola verticale
Croce di Sant'Andrea doppia verticale